# Diogmites
Diogmites is een vliegengeslacht uit de familie van de roofvliegen (Asilidae).

## Soorten
- D. aberrans (Wiedemann, 1821)
- D. affinis (Bellardi, 1861)
- D. alvesi Curran, 1949
- D. amethistinus Carrera, 1953
- D. angustipennis Loew, 1866
- D. atriapex Carrera, 1953
- D. aureolus Carrera & Papavero, 1962
- D. basalis (Walker, 1851)
- D. bellardi (Bromley, 1929)
- D. bicolor (Jaennicke, 1867)
- D. bifasciatus Carrera, 1949
- D. bilineatus (Loew, 1866)
- D. bimaculatus (Bromley, 1929)
- D. bromleyi Carrera, 1949
- D. brunneus (Fabricius, 1787)
- D. castaneus (Macquart, 1838)
- D. coffeatus (Wiedemann, 1819)
- D. coloradensis (James, 1933)
- D. contortus Bromley, 1936
- D. craveri (Bellardi, 1861)
- D. crudelis Bromley, 1936
- D. cuantlensis (Bellardi, 1861)
- D. discolor Loew, 1866
- D. dubius (Bellardi, 1861)
- D. duillius (Walker, 1849)
- D. esuriens Bromley, 1936
- D. fasciatus (Macquart, 1834)
- D. ferrugineus (Lynch Arribálzaga, 1880)
- D. fragilis Bromley, 1936
- D. goniostigma (Bellardi, 1861)
- D. grossus Bromley, 1936
- D. herennius (Walker, 1849)
- D. heydenii (Jaennicke, 1867)
- D. imitator Carrera, 1953
- D. inclusus (Walker, 1851)
- D. intactus (Wiedemann, 1828)
- D. jalapensis (Bellardi, 1861)
- D. lindigii (Schiner, 1868)
- D. lineola (Bromley, 1934)
- D. litoralis (Curran, 1930)
- D. maculatus Curran, 1934

- D. memnon Osten-Sacken, 1887
- D. misellus Loew, 1866
- D. missouriensis Bromley, 1951
- D. neoternata (Bromley, 1931)
- D. neoternatus (Bromley, 1931)
- D. nigripennis (Macquart, 1847)
- D. nigripes (Bellardi, 1861)
- D. nigritarsis (Macquart, 1846)
- D. obscurus Carrera, 1949
- D. perplexa (Back, 1909)
- D. perplexus (Back, 1909)
- D. platypterus Loew, 1866
- D. pritchardi Bromley, 1936
- D. properans Bromley, 1936
- D. pseudoialapensis (Bellardi, 1861)
- D. pulcher (Back, 1909)
- D. pulchra (Back, 1909)
- D. reticulatus (Fabricius, 1805)
- D. rubescens (Bellardi, 1861)
- D. rubrodorsatus Artigas, 1966
- D. rufibasis Williston, 1891
- D. rufipalpis (Macquart, 1838)
- D. salutans Bromley, 1936
- D. sallei (Bellardi, 1861)
- D. superbus Carrera, 1953
- D. symmachus Loew, 1872
- D. tau Osten-Sacken, 1887
- D. teresita Lamas, 1972
- D. ternatus Loew, 1866
- D. texanus Bromley, 1934
- D. tricolor (Bellardi, 1861)
- D. unicolor Hull, 1958
- D. virescens (Bellardi, 1861)
- D. vulgaris Carrera, 1947
- D. winthemi (Wiedemann, 1821)
- D. wygodzinskyi Carrera, 1949